# Mulino del Dosso

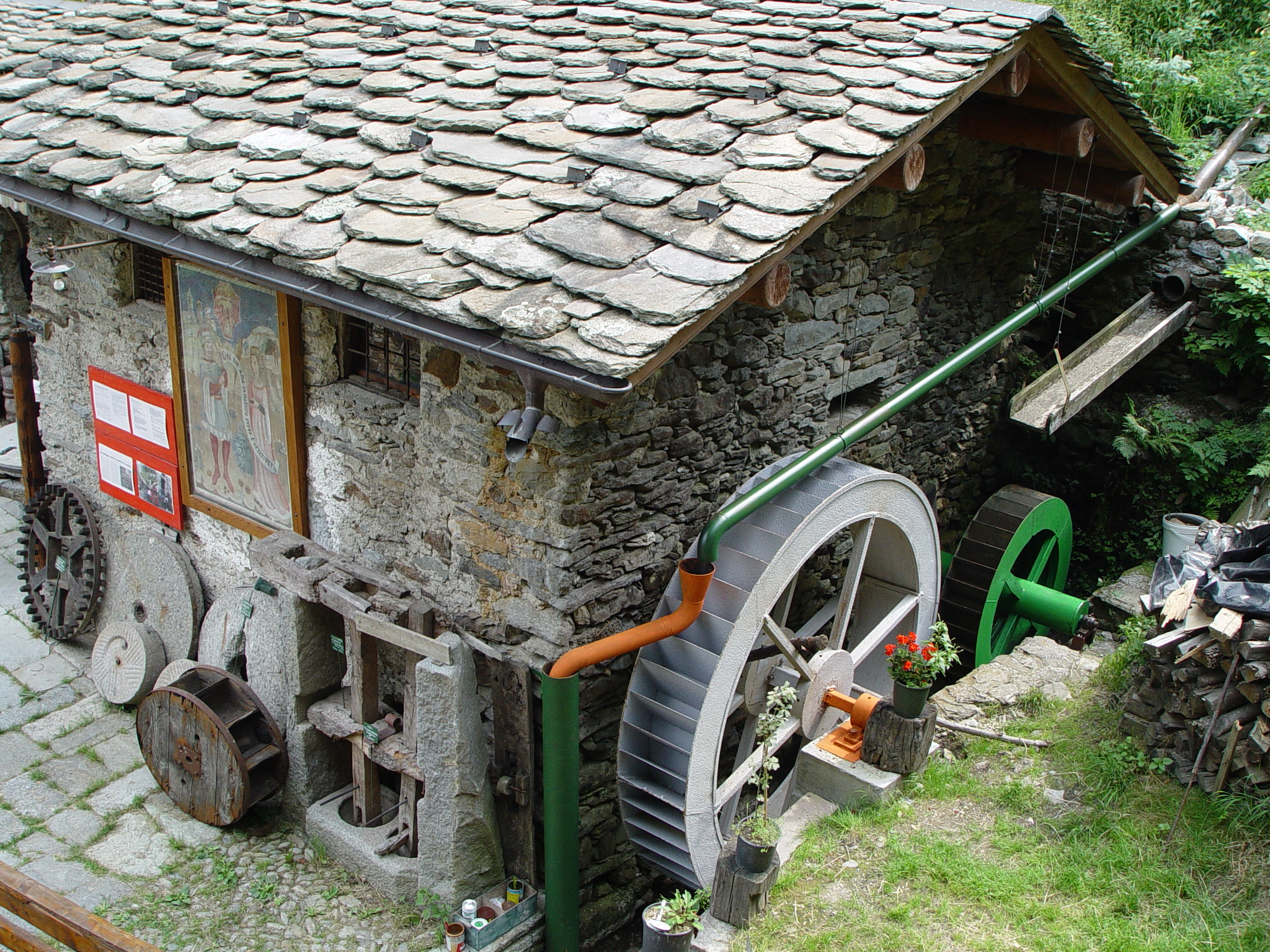
Ruote del Mulino del Dosso e pila medievale in Rasura, Sondrio, Italia

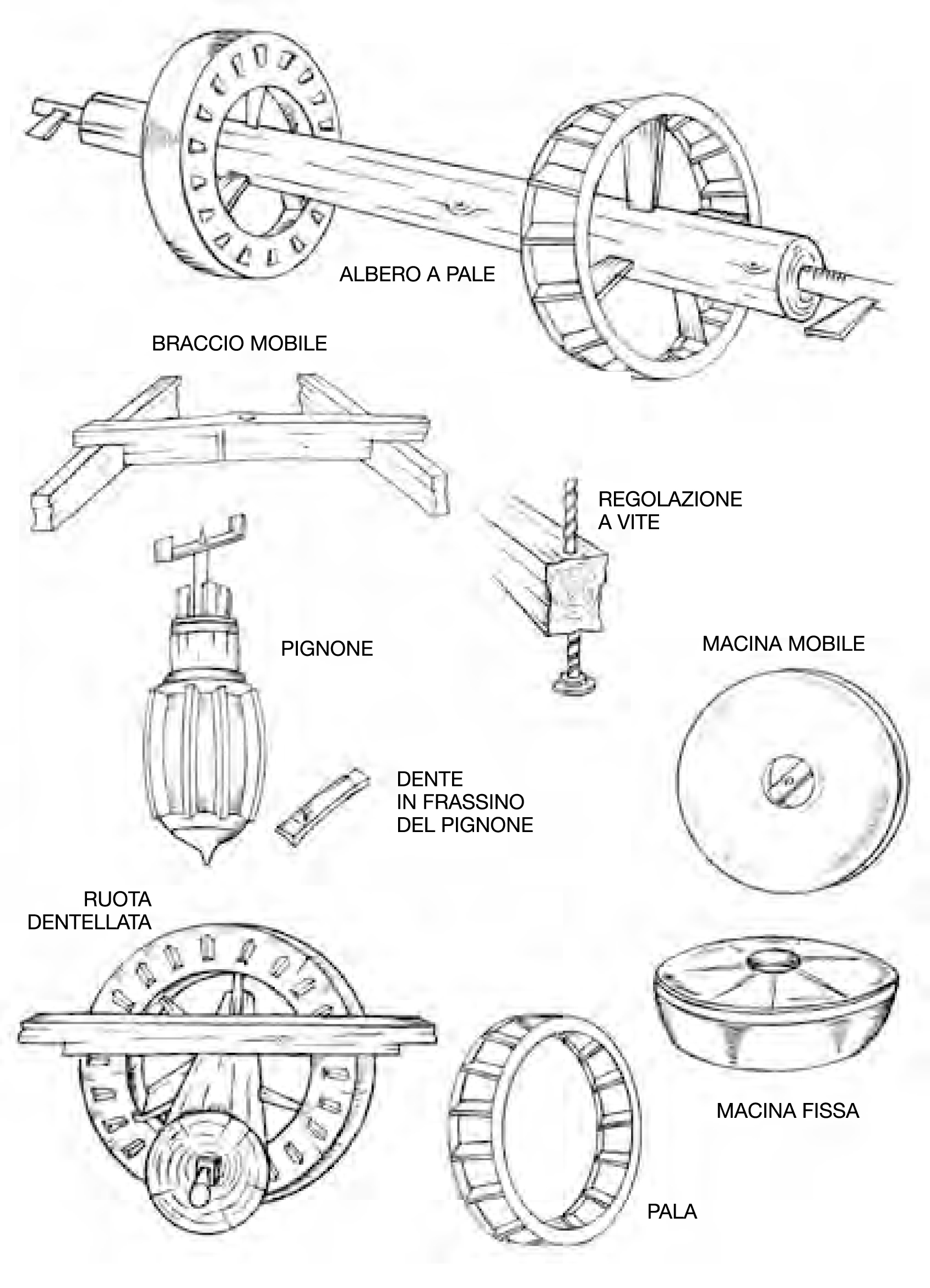
Spaccato degli elementi del mulino

Il Mulino del Dosso sorge in Val Gerola sul torrente Rio, fiume spartiacque tra i comuni di Rasura e Cosio Valtellino, in provincia di Sondrio, sul territorio comunale di Rasura.
Oggi è la sede del museo etnografico Vanseraf, fondato da Serafino Vaninetti.
Si presume sia stato costruito verso la fine del XVIII secolo con l'avvento di una nuova tecnica per la macinazione costituita da un particolare congegno in legno spinto ad acqua.
Il mulino disponeva di due palmenti ed ebbe modo di fornire, per quasi due secoli, agli abitanti della valle sia la farina bianca per il pane che le farine da polenta.
Nel 1997 il caseggiato abbandonato rischiava di franare definitivamente nel Rio Fiume, è stato per questo restaurato. Il Molino del Dosso, ora perfettamente funzionante, è stato riconosciuto quale Museo in fase di allestimento dalla provincia di Sondrio e annoverato nel giro museale dello stesso ente.
L'antico rudere, costruito in pietra, è divenuto opera di una certa importanza socio-culturale.
I rifacimenti murari e gli arricchimenti composti da decine di strumenti in pietra sono tutti originari del territorio Valligiano; anche per la copertura dei tetti, a lastre in pietra, è stata utilizzata l'antica tecnica tradizionale del luogo, eseguita da esperti del mestiere detti: teciàtt.
Il Molino del Dosso è tornato a macinare nell'anno 1999 ed è circondato da campi di grano che alimentano con i loro frutti la macina durante la rotazione.

## Restauro
Restauro iniziato nel 1997, con finanziamento privato di Serafino vaninetti, ma ha acquistato capacità produttiva di farina già dal 1999.

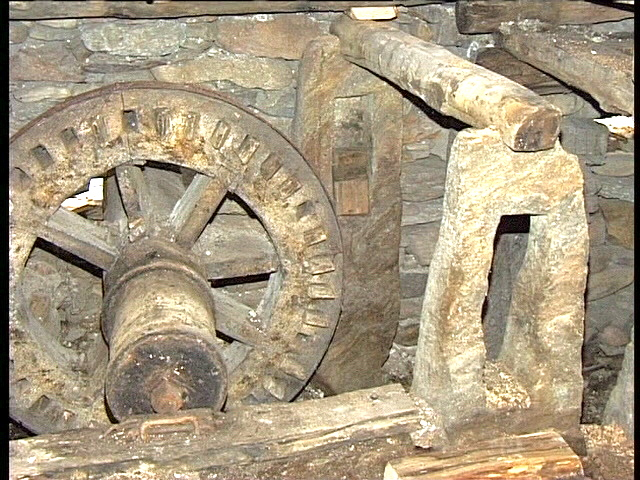
Fase del restauro del Mulino del Dosso, in Rasura, Sondrio, Italia

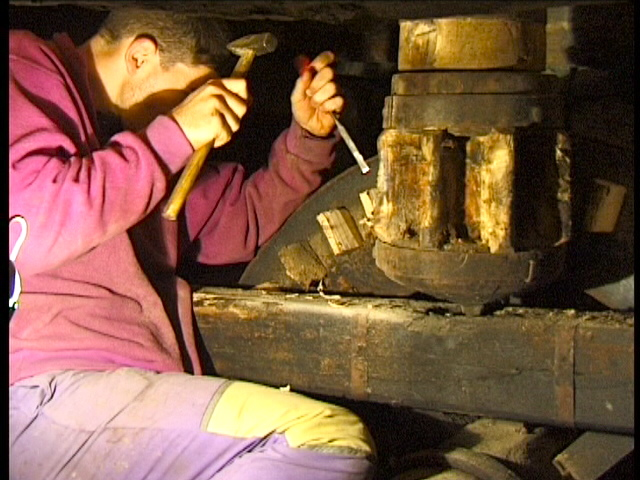
Fase del restauro del Mulino del Dosso, in Rasura, Sondrio, Italia

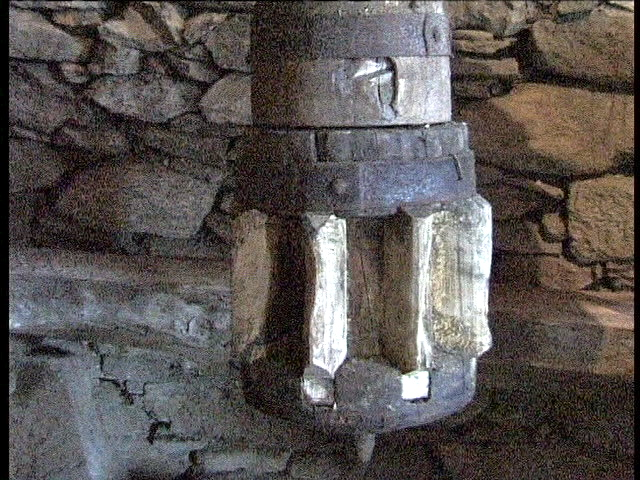
Fase del restauro del Mulino del Dosso, in Rasura, Sondrio, Italia

### Fasi del restauro
Il Mulino del Dosso fu di proprietà della famiglia Pezzini fino al 1997, dopo una fase di progettazione nello stesso anno iniziò il restauro. Un primo esame concluse che sia il tetto che i muri perimetrali erano da considerare perduti. L'acqua piovana caduta per anni aveva danneggiato irrimediabilmente le travi in legno che sostenevano le mole.
Le infiltrazioni d'acqua e l'abbandono avevano reso danni che parevano irrimediabili e tutto, difatti, sembrava perduto.
Un secondo esame più approfondito portò alla luce la parte del castello che sosteneva le macine. Il castello costruito in pietra e lavorato a scalpello, era schiacciato al suolo ma conservava la sua forma e valenza sia strutturale che architettonica.
La ruota in legno dentellata, risparmiata dall'acqua, era recuperabile e le macine erano rimaste miracolosamente in bilico senza aver danneggiato la ruota.
Furono queste rilevanze che diedero senso al restauro, perché il mulino, seppure nel suo quasi completo decadimento manteneva tutte le caratteristiche di costruzione del primo ottocento.
I meccanismi anche se in parte irrecuperabili dimostravano la bravura e la pazienza dei loro antichi costruttori.
Altri molini in Valtellina, nel Varesotto e in Canton Ticino, hanno subito nel XX secolo la sostituzione dei meccanismi, per la rotazione delle macine, con ingranaggi di ferro. 
Il valore del mulino sta nelle componenti originali del costruttore, intesi come forma e impiego ingegneristico.
Giovanni Pezzini costruì il mulino nella prima metà dell'Ottocento, ben conoscendo l'azione dell'umidità sul legno, inserì quattro sostegni del castello in pietra. 
L'albero a pale è in larice, un legno particolarmente resistente e capace di adattarsi al terreno.
Un'iscrizione sul muro dice che storicamente il molino di Giacomo Pezzini fu costruito e restaurato da nel 1836.
A quel tempo vi fu un grande sviluppo dell'attività molitoria, nonostante le molte difficoltà poste da ordinamenti che regolavano sia l'attività molinaria che il commercio del grano.
Gran parte dei mugnai avevano abbandonato la loro professione, spesso incalzati da funzionari reali senza scrupoli che li rincorrevano perfino nei boschi.
Nel 1786 fu abolita la tassa sulle licenze e vennero quindi riavviati i vecchi impianti fermi ed altri vennero costruiti, e questa attività rifiorì.
Nel 1868 fu introdotta la tassa sul macinato (poi abolita nel 1884) che mise ancora una volta i mugnai in difficoltà, tuttora i mulini in funzione sono molto rari.

## La storia
Nella macinazione le varie civiltà del passato avevano usato strumenti rudimentali.
Vi era la macina rotatoria manuale, un mulino casalingo che si trova in tutti i paesi del mondo; in Cina utilizzato per il riso, in Africa ancora fino agli anni '70 nei villaggi ogni capanna aveva il suo molino a mano costruito con pietre locali. Interessante quello in pietra corallina del Kenya.
Con la mano destra si gira un piolo inserito nelle due mole e con la mano sinistra si versa man mano il composto da macinare.
Altro molino famigliare di remote origini il mortaio, in pietra o in legno fornito di un pestello per pestare cereali, frutti ed anche per la carne.
Non dimentichiamo, ancora in uso ai nostri tempi, "el salaröl" piccolo mortaio di legno per pestare il sale.
Nel medioevo il mortaio fu perfezionato utilizzando pietre bifore.
Infine la "pila" che tramite un albero a cavicchi (camme), girato da una ruota a pale dalla forza idraulica alzava due pestelli muniti di percussori chiodati.
Usata per pilare il miglio, per sbucciare le castagne, per pilare l'orzo e la segale.
Infine sempre nel medioevo il molino a rullo in pietra, con macina girevole mossa da animali e/o persone. Questo permise di capire la facilità del movimento e quindi lo si poteva azionare anche con la forza dell'uomo (Molino Frantoio della Cösta).
All'epoca quest'invenzione non ebbe gran divulgazione poiché le famiglie disponevano di grande quantità di forza umana e ciò bastava a far girare le macine. Molte zone erano prive d'acqua, vedi gli abitanti della Cösta (Sacco in Valtellina) giravano il frantoio molino a mano perché non scorreva acqua.
Fu Leonardo da Vinci con i suoi studi sui molini ad acqua, sulle forme di posizione della ruota a pale, sulla ruota dentellata ad incastro con il rodigino, a rivoluzionare l'arte costruttiva dei mulini idraulici e questo è visibile nei congegni del Molino del Dosso.
Sul finire del XVII secolo queste tecniche portarono allo svilupparsi dei molini con la spinta dell'acqua.
In Olanda le pale ruotavano con la forza del vento.
Con la rivoluzione industriale ed il progresso del XX secolo, gli ingranaggi di legno di Leonardo da Vinci, furono sostituiti con il ferro dando una resa di macinazione superiore ed industrialmente si passò al molino a cilindro dei tempi nostri.

## Componenti del Mulino ad acqua
Per componenti del mulino ad acqua si intendono: le parti meccaniche; i cicli (le procedure) per la macinatura; le misture di granaglie e le mole.
Principali definizioni delle componenti dei mulini ad acqua:

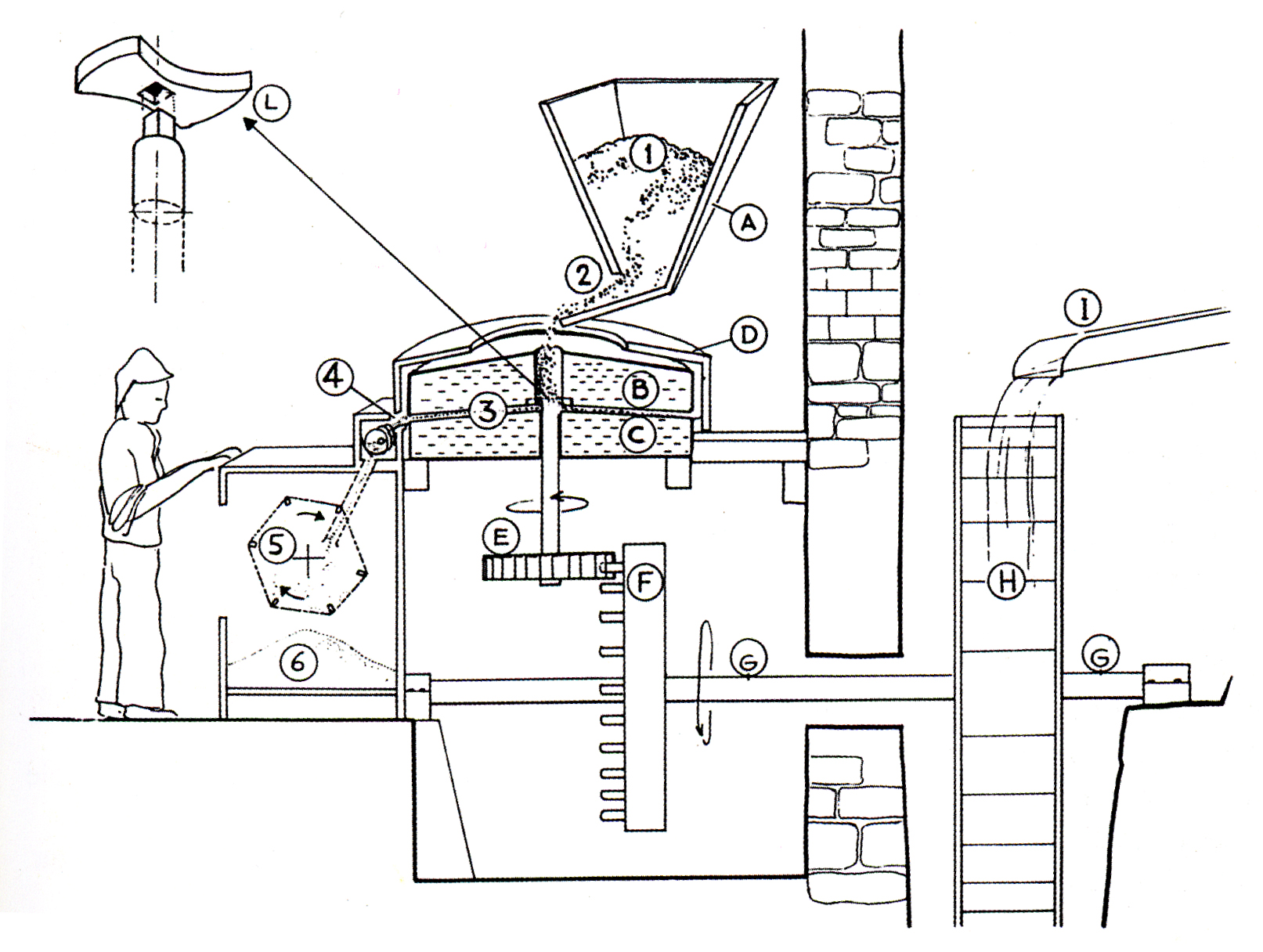
Schema dei processi e delle componenti della macinatura del Mulino del Dosso in Rasura, Sondrio, Italia

| Componente            | Definizione |
| --------------------- | --- |
| Mola di mistura       | Granoturco, castagne ed altri cereali e frutti |
| Mola di bianco        | Frumento, farine per il pane |
| Mola dormiente        | Macina fissa inferiore immersa nella calce |
| Mola ballerina        | Macina girevole superiore detta anche "ingorda" |
| Fasera                | Fascia generalmente in legno attorno alla macina girevole, atta a convogliare il macinato nel buratto o cassone                                                                                               |
| Tramoggia             | Contenitore per il grana da macinare, le misure di contenimento sono a staio (antica unità di misura corrisponde a circa 8 chilogrammi) e sono contrassegnate da chiodi che ne segnano le differenti quantità |
| Giovvo                | Cassetto sul fondo della tramoggia, unito ad un contrappeso, serve per regolare l'immissione del grano nella mola                                                                                             |
| Menarööl              | Ammennicolo in legno che ciondola dal cassetto e poggia sulla macina che in rotazione lo fa vibrare e nello stesso tempo permette ai chicchi di granoturco di cadere nella macina                             |
| Martellina            | Periodicamente le mole devono essere martellate con un apposito attrezzo per dare un particolare taglio alla macinatura                                                                                       |
| Albero a ruota e pale | Tronco cilindrico appoggiato su cuscinetti di legno di lance, castagno o rovere con l'estremità infissa la ruota a pale che mossa dall'acqua pone in rotazione il cilindro                                    |
| Ruota dentellata      | Altra ruota infissa sull'albero cammia con i suoi ingranaggi di legno, la velocità rotativa da orizzontale in verticale                                                                                       |
| Scudi ferrati         | Reggie di ferro che proteggono: l'albero, le fasere e le mole in caso di disfacimento |
| Rodigino di legno     | Pignone di legno, spinto in rotazione dalla ruota dentellata per porre in rotazione la macina |
| Navigia               | Barra piatta in ferro che attraversa il foro centrale, infissa nella macina superiore, al centro vi è una bussola dove s'innesta il rodigino capace di metterla in rotazione                                  |
| Buratto               | Cassone che riceve il macinato, mediante un congegno di scuotimento calettato divide la farina dalla crusca                                                                                                   |
| Curletto              | Manico di ferro per sollevare la macina superiore per martellature o revisione dei congegni di rotazione, per sollevarla il curletto si innesta su due fori laterali della macina                             |
| Chiusa                | Regolatore del flusso d'acqua del canale che si riversa sulla ruota a pale |
| Volpera               | Contenitore della macina dormiente immersa nella calce |
| Pallo o porta macina  | Legno mobile su cui poggia il pignone, una vite permette di alzare la macina alla misura desiderata |
| Canaletta             | Generalmente di legno regolabile dall'interno del mulino costituisce l'ultimo tratto della condotta d'acqua che scarica sulla ruota a pale                                                                    |

### Ciclo di macinatura
I cicli si suddividono in:
1. Grano nella tramoggia già setacciato
2. Il grano passa attraverso la bocchetta (granerola) della tramoggia
3. Il grano viene macinato (macina)
4. Il grano macinato esce dalla macina e viene trasportato nel buratto
5. Nel buratto avviene la separazione della farina dalla crusca
6. La farina nel cassone è pronta per essere insaccata.

### Parti meccaniche principali
Le componenti meccaniche costitutive del Mulino del Dosso sono le seguenti:
A. Tramoggia
B. Macina (ballerina) superiore mobile
C. Sottomacina fissa
D. Copertura (coffia) della macina
E. Ruota dentata condotta, con albero verticale collegato alla macina (B)
F. Ruota dentata conduttrice, con albero orizzontale (G) collegato alla ruota idraulica
G. Albero che collega la ruota idraulica (H) alla ruota dentata (F)
H. Ruota idraulica a cassetti
I. Canaletta proveniente dalla captazione dell'acqua
L. Dettaglio della nottolina.

## Spaccato del Mulino del Dosso
|  |  |  |  |
|  |  |  |  |

## Visione d'insieme
|                                                                             |                                                                                           |                                                             |
| 1: macina in sasso francese fissa                                           | 2: lubecchio in legno                                                                     | 3: denti del lubecchio intercambiabili in legno di frassino |
| 4: braccio che sostiene il lubecchio                                        | 5: stanga per alzare e abbassare il lubecchio, imprime la rotazione alla macina superiore | 6: cerchi in ferro che fasciano i denti del lubecchio       |
| 7: ruota dentellata in legno con denti intercambiabili in legno di frassino | 8: albero in larice cerchiato in ferro e con assale in ferro battuto.                     |                                                             |

## Spinte idrauliche di ruote verticali
|  |  |  |  |

## Detti e proverbi del Mugnaio
Cantilena:

"Töghen, töghen" oppure: "dach pü gnanca el sach, dach li pü gnanca el sach"

Parole ripetute dal mugnaio seguendo il ritmo cadenzato della macina del mulino.
Preghiera:

"Santa Madonna Benedetta, laghem tön fò a mò nàà paleta."

Madonna benedetta lasciami prendere ancora un'altra paletta.
Proverbio:

"Cambià muliner - Se cambia ladro"

A cambiare mugnaio significa cambiare ladro

Al tempo il grano era merce preziosa e correva voce tra il popolo che i mugnai fossero poco onesti e si comportassero come ladri.

## Reperti molinari arcaici
|  |  |  |

Macina rotatoria manuale, formata da una macina superiore che ruota sipnta a mano sopra una inferiore cava. Il grano veniva versato nel foro della macina posto nella parte superiore.
Mulino casalingo antico (la Pila).
"La Pila" è un grosso masso con un grande incavo dove ospitare granaglie e frutti, in maniera del tutto simile al mortaio, i cereali e le castagne riposte venivano frantumate. Testimonianza anticchissima la cui l'origine è da collocare ai tempi antecedenti all'avvento dei mulini idraulici. In Valgerola di pile se ne possono trovare una decina di diverso formato.

### La pila a doppio mortaio
Utilizzata per la squamatura dell'orzo. Nella foto la Pila del XV secolo si distinguono due colonne in pietra collegate da supporti a squadra in legno forato; in tali supporti scorrono i percussori.
È possibile movimentare la pila con un albero a pale con infisso cavicchi spinto dalla forza idraulica; ad ogni giro i cavicchi permettono di alzare gli stantuffi.
La pila familiare veniva utilizzata anche per la flagellazione delle carni armando gli stantuffi con ferri inseriti in una bussola; carne utilizzata per gli insaccati.
|                                                       |                                        |                                                     |
| 1: Mortaio biforo in pietra                           | 2: Colonne in pietra                   | 3: Traversa di legno forata a forma di quadrilatero |
| 4: Traversa a cappello forata a forma di quadrilatero | 5: Stanghe quadrate mobili a stantuffo | 6: Piolo per il fine corsa dello stantuffo          |

### Mulino frantoio della Cösta

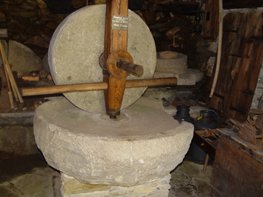
Frantoio per trarre olio dalle noci della Cösta del V-VI secolo rinvenuto nella località Cösta medesima

Rinvenuto negli scavi effettuati in località Cösta a Sacco, frazione del comune di Cosio Valtellino (SO) è stato restaurato ed è in funzione all'interno del Mulino del Dosso. Risale al V-VI secolo dell'era cristiana, il movimento come facilmente intuibile era impresso tramite l'asta orizzontale innestata nell'albero centrale solidale con la ruota in pietra verticale.
Sul basamento in pietra venivano posti: olive, uva, castagne, canapa.
Epoca della costruzione ed uso V-VI, secolo questa data è ricavata dall'architettura dell'ambiente, dalla cava dove venne estratta la pietra e dall'affresco ivi presente. I viandanti di passaggio erano le uniche fonti di comunicazione visiva e sonora per gli abitanti di quel luogo. Vivere alla Cösta significa immergersi nella natura con un clima mite che in Valgerola non ha pari. Le colture quali l'uva, olive, castagne e canapa erano coltivate con ottimi frutti, essendo a soli 500 metri sul livello del mare; i terreni a terrazzo con muri a secco arrivavano fino a fondo valle. La costruzione e la stabilizzazione di un fuoco abitativo alla Costa può essere collocato nel periodo dopo le grandi alluvioni che si sono succedute nella pianura, con il cambiamento dell'alveo del fiume Adda che fece spopolare la vecchia "Mosergia" (Morbegno) rendedolo inabitabile e paludoso.
Le famiglie cercarono un rifugio più salubre nella
montagna. Si spiega nella cura nella costruzione di mura e locali adatti a ricchi proprietari e non di poveri contadini montanari. Questi antichi abitanti ccnoscitori delle tecniche per la lavorazione dell'olio d'oliva, delle noci, delle canapole, che commerciavano i loro prodotti con gli abitanti di Morbegno e di tutta la pedemontana. Il nome "cà dei Cöst" è stato assegnato solo ai nostri tempi, in origine era una sola casa, abitata fino alla metà del XVII secolo. La conformazione di questo edificio ed i locali che lo compongono dimostrano che fu costruito non per l'allevamento di animali quali mucche, capre... bensì per lavorare e conservare prodotti agricoli: vino, olio d'oliva e di noci, come si evince dall frantoio di quell'epoca. Più tardi con l'abbandono dovuto all'evoluzione del commercio, all'evento della patata, del granoturco e anche dalla peste che colpì le popolazioni intorno al 1620 che può aver minato la salute di questa farniglia provocandone l'abbandono.
La multiproprietà che ne seguì porto a chiamare questo luogo case della Cösta. Rimane comunque al visitatore da ammirare sul muro esterno un bellissimo affresco che attesta la cristianità degli antichi proprietari del '400. Interessante il particolare della mano che tocca il bambino dimostra che
originariamente l'affresco era di grandi dimensioni rimpicciolito per l'erosione in un momento successivo, creando una nicchia che incomincia la Madonna co l bambino. Rimangono ora alla base della nicchi affrescata con disegni seicenteschi alcune sigle: GB. SF. F che potrebbero significare il nome di una famiglia di Sacco che vi abitava a quel tempo: Giovan Battista S. famiglia Filipponi. Vi è un locale interessante con finiture di grande pregio e buon gusto collegato ad un balcone rivolto a oriente.
Le pareti sono tirate a malta fine, un bel camino per riscaldare l'ambiente, travi nel soffitto piallate con disegno binario scolpito. Da qui si passa ad una vasta cucina con grande camino e cappa sostenuta da ceppi di castagno infissi nel muro e nel soffitto sempre travi scolpite (questo manufatto non è più in loco). Sul retro dell'edificio è stato rinvenuto il quattrocentesco frantoio oleario che macinava i prodotti di questa ricca famiglia. A quel tempo la località era collegata da una strada pianeggiante che portava a Campione (Bona Lombarda) attraversando la Mughera prima delle frane. Esistono ancora le tracce dell'antico percorso. Questa strada a Campione si divideva: a valle attraversava la località "Tasser" fino a San Carlo (chiesa appartenente alla contrada di Sacco inferiore ad un passo da Morbegno).
L'unica carenza era l'acqua che era erogata da una cisterna tuttora esistente e da un pozzo nel bosco sottostante. Purtroppo in questa località il grillo ha smesso di cantare. Dove un tempo prati, campi e castagni secolari si fondevano fino al Bitto ora occupato da rovi e boscaglie. La mia famiglia fino intorno agli anni '60 coltivava una vigna con innesti di buona qualità e gradazione. Questo è dovuto alla conformazione del terreno con "gisc" (bitume con capacità di trattenere l'acqua piovana) da qui le profonde radici della vite traevano la necessaria umidità.

### Il Maglio di San Martino Valgerola
Fin dall'antichità l'acqua era conosciuta
come fonte d'energia. La sua utilizzazione
primaria erano i molini. Un'altra
applicazione meno conosciuta era quella
del maglio che anticamente batteva e
lavorava il ferro per ricavame attrezzi
d'uso comune. Con una cascata d'acqua
anche di modesta portata, la ruota a pale
faceva girare l'albero principale sul
quale erano infissi tre cavicchi di legno
di frassino oppure rovere. Nella rotazione si
appoggiavano sulla coda del braccio del
maglio sollevandolo.
Quando il cavicchio dopo un giro 
l'asta e il maglio alta sua estremità cade
sui ferro incandescente sopra l'incudine.
La velocità e il ritmo dei battiti dipende
dalla ruota a pale e dalla pressione dell'acqua.
Il lavoro del maglio serve solo per abbozzare
il ferro, la forma definitiva viene data
dal fabbro. La costruzione del maglio di
San Martino probabilmente, fu fatta
per la presenza della fonderia e miniera
di ferro di Gerola già edificata nel 1350.
|  |  |  |  |

## La macinazione a pietra
Questo tipo di macinazione, sia essa spinta dalla forza dell'acqua,
conferisce alle farine di granoturco o di altri cereali una qualità particolare.
Il chicco di granoturco da polenta è costituito dalla crusca (la parte di cellulosa) e
dallo strato vetroso (più elevata risulterà quest'ultima parte, migliore sarà l'apporto energetico
della farina) ricco di minerali e vitamine. Un'altra parte importante del chicco detta
"germe" è quella ricca di grassi, da essa proviene l'olio di semi di granoturco.
Il germe del chicco se macinato a pietra permette all'olio contenuto nel cereale di rimanere intatto, nel Molino del Dosso si limita la frequenza di rotazione delle mole a 60 giri al minuto in modo tale l'olio del germe non viene disperso per attrito con le mole in pietra.
Nel moderno molino a cilindri, a oltre 300 giri al minuto, quest'olio viene bruciato e quindi le sostanze nutritive in esso contenute disperse.
Da qui deriva l'importanza della farina integrale, che non significa solo completa di crusca, ma fondamentale per la qualità "integrale" sono le altre componenti del chicco prima citate che debbono essere lasciate inalterate durante la macina.
Questo tipo di produzione della farina conferisce tutto il gusto ed il sapore contenuto nei composti nel seme di grano.
In Valtellina il granoturco da polenta viene ancora coltivato abbastanza diffusamente per produrre farina gialla fragrante e gustosa, da qualche decennio è in uso mescerla con grano saraceno (farina nera).
Il grano saraceno è giunto nella Valtellina e nelle valli prospicienti con l'avento dei molini ad
acqua verso alla fine del XVII secolo.
La Valtellina ha avuto con questa coltura ha dato origine a piatti tipici rinomati: gli sciat, le
polente miste con fagioli e patate e i pizzoccheri.
La gran parte dell'importazione di farine nere viene dalla Cina e dalla Turchia.

## Ricette con la farina Buna
Nelle vallate alpine alla base dell'alimentazione troviamo i cereali come la segale, l'orzo, il miglio e il frutto della castagna.
II granoturco è arrivato con la scoperta delle Americhe, in Valtellina ancora
più tardi solo nel primo scorcio dell'Ottocento.
La farina gialla sostituì tutte le altre farine come base per le polente.
In varie zone era d'uso tostare i chicchi di granoturco prima che fossero macinati conseguendo una speciale farina di particolare gusto, detta anche "farina buna" per la preparazione di piatti ad alto potere nutritivo.
Alcune ricette:
Zabaione di farina buna: in una tazza di latte freddo (oppure vino e zucchero), si aggiungono 4 cucchiai di "farina buna" e si mescola il tutto.
La polentina: si versa "la farina buna " nell'acqua calda (oppure latte o vino) fino a raggiungere una certa densità dell'impasto, si condisce in ultimo con il burro.
Poltiglia n'scudela: nel laveggio in ebollizione aggiungere sale, burro e "farina buna a sufficienza per dar luogo ad una certa densità nell'impatto. Questo impasto veniva consumato dentro una scodella di legno.
Farina buna al latte bollito: mescolare la farina buna al latte portato in ebollizione aggiungendo sale e burro.
Il risultato è una crema molto nutriente adatta per i bambini.
Mac: aggiungere alla "farina buna" ragole, mirtilli o castagne cotte.
Polenta seca: ricetta simile alla polenta normale con la differenza di usare "farina Buna",
richiede una cottura più lenta, si serve ai commensali con il contorno di panna o latte: adatta per la colazione.

## La fula del Piccol (Gualchiera)

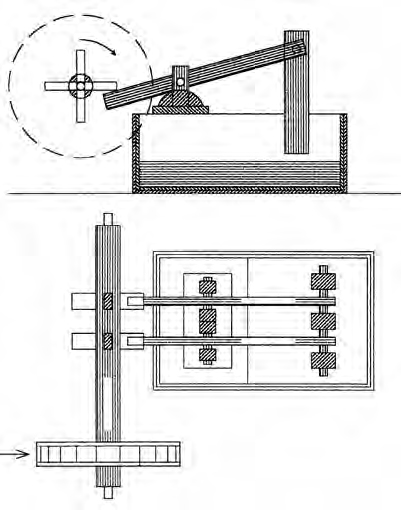
La Fula del Piccol: ricostruaione grafica

A monte del mulino del Dosso azionata idraulicamente esisteva un'altra attività che
riapre un capitolo troppo presto dimenticato della storia della nostra valle.
Arroccato sul versante del comune di Cosio sorgeva un fabbricato con muri a secco,
di proprietà di Giovanni Rabbiosi (1875-1953). Personaggio, abitante nella contrada del Dosso,
teneva in un unico locale i congegni in legno per Follatura del tessuti. La "Fula
del Piccol" consisteva in due martelli che battevano (fullavono) i
"burasc" prodotti dai telai della Valgerola.
I martelli erano azionati da una ruota spinta
dall'acqua. I tessuti di canapa, mezzalana e coperte immerse in un albi (cassone in
1egno a corpo unico), che con questa operazione di battitura toglieva il ruvido
delle fibre, puliva e toglieva altre impurità,
amrnorbidendo il tessuto. Anche questa attività
a cessò di esistere verso la fine del 1946.
Nella memoria e in quella dei viandanti
che salivano e scendevano la valle a piedi e
ancora presente nelle orecchie il rumore del
battifondo de la fula del Piccol .
L'etimologia di gualchiera o fula der iva dal latino: fullonă-fullonae, laboratorio
di lavandai e tintori.
In zoologia esiste un grosso maggiolino che si chiama fullone di colore brunonero
tutto picchiettato di bianco che si richiama ai vestiti macchiati dei tintori.
In botanica c'è la saponaria chiamata anche l'erba dei lavandai perché
contiene la saponina che era utilizzata appunto dagli stessi.
Un'altra specie è cardus-fullonam detto cardo dei lanaioli perché la sua forma
cilindrica era utilizzata come pettine per la cardatura.
Infine mulini e gualchiere sono entrati nella letteratura nel Don Chisciotte di Cervantes e poi
nella poesia con Carducci
Pe' casolari al sol lieti fumanti
Fra stridor di mulini e di gualchiere,
Sale un cantico solo in mille canti,
Un inno in voce di mille preghiere.
(Il Canto dell'amore, Giosuè Carducci)

## Granoturco, principale ingrediente del Mulino del dosso
|                                                    |
| 1: Pannocchie ("batocui")                          |
| 2: Macchina manuale sgranocchiatrice di pannocchie |
| 3: Granoturco "Rosso Valtellina"                   |

## Mestiere del Teciat, lavorazione tradizionale delle piode dei tetti
I Teciat all'opera sul tetto del Mulino del Dosso
|  |  |  |

## Le canzoni del Mulino
| VECCHIO MULINO | LA MAMMA DI ROSINA | LA CASTAGNA | PULENTA GIALDA | LA POLENTA |
| --- | --- | --- | --- | --- |
| Là sulla riva d'un ruscello montano quale mistico arcano ci sta un vecchio mulino e gira lento come i secoli e gli anni con le gioie e gli affanni dell'umano destin. Ma tra la quiete della terra, del ciel generoso e fedel', ognor canta così: su gira, gira la ruota mulino su gira, gira non badare al destino. Sei vecchio e stanco ma quell'onda che ognora come un tenero amore passando si sfiora giocondo ti fa. | La mamma di Rosina era gelosa bim bom bam Rosina amami per carità Nemmeno a prender l'acqua con gli occhi bianchi e neri Nemmeno a prender l'acqua la mandava Un giorno si alzò presto e andò al mulino bim bom bam Rosina amami per carità Un giorno si alzò presto con gli occhi bianchi e neri ma trova il mulinaio addormantato E sveglia mulinaio che l'è giorno bim bom bam Rosina amami per carità E sveglia mulinaio dagli occhi bianchi e neri che devo macinar questa farina E già che sei venuta mia Rosina bim bom bam Rosina amami per carità Ti voglio macinare con gli occhi bianchi e neri Ti voglio macinare fina fina E mentre la mola macinava bim bum bam se la stringeva al petto sopra al sacco della farina Rosina amami per carità se la stringeva al petto e la baciava Sta fermo mulinaio con le mani bim bum bam Rosina amami per carità lo tengo sei fratelli con gli occhi bianchi e neri lo tengo sei fratelli ti uccideranno | Quando piove in montagna la castagna non si bagna e nel suo riccio se ne sta. Quando poi fa capolino chi arri va lì per primo dentro al sacco finirà. Poi andrà nel padellone di ferro fatto apposta per chiamarsi caldarrosta. E per stare in compagnia per far lieto ogni bambino se lessata nel camino. Questa è la canzone che giunge giù dalla montagna e che di bocca in bocca col profumo s'accompagna. La canta il contadino per salvarla dal destino perché perché, proprio perché diventerà marrons glacé. Ma poi chissà, chissà chissà, la castagna dove andrà. Andrà in un padellone di ferro fatto apposta... Finalino. Questo motivo allegro può sembrare birichino ma chi mangia la castagna questa canzon ricorderà ricorderà il suo detto che si canta in compagnia la castagna la ga la cua chi per prim la ciapa i'è sua. | Cara mam mi ho fam vori pulenta con salam bel fioo per incoo te la manget coi fasoo coi fasoo la vori no la ma fa girà l'còo se I 'te doli' coo da matt te la manget con ellat Rit.: Pulenta gialda l'è bela calda collat bel fresc la mangium niin i' è buna e sana come la mana ne fem na pel e ghel disum a nessiin Con ellat i'è mulesina la sumaia a na papina se la pias men indurida te la meti là riistida ben riistida col biiter mi l'ho già mangiada ier te faroo un bel pulentin con tri oof in cereghin Rit.: Pulenta gialda... con trii ovin I trii oof en razionaa te la magnet col stuaa de stuaa ghe né pii chi e po' incoo i' è venerdì venerdì l'è di da pes col merliiz i' è buna stes oh che barba col merliiz pien de resc, salaa e diiiir Rit.: Pulenta gialda... col merliiz | Per fare la polenta ci vuole la farina per fare la farina ci vuole il molinaio che fa girar le pale le pale del molino con i' acqua del riale per macinar il grano. Per fare il grano ci vuole il contadino che pianta sotto terra un seme piccolino. Poi pensa la natura con la pioggia e il sol che gli darà la cura per farlo ben maturar. Per fare la semente ci vuole una pianta che cresce e mai muor è la pianta dell'amor la pianterà Rosina nel giardino del suo cuor la crescerà Rosina sarà il seme d'ogni fior. |